# Z dějin císařského Říma
Z dějin císařského Říma je název knihy, obsahující překlad díla, jehož autorem je Cornelius Tacitus. V knize jsou tři drobné práce z počátku jeho literární tvorby (Život Iulia Agricoly, Germánie, Rozprava o řečnících) a jeho první velký historický spis, nazvaný Dějiny.
Pro překlad byla užita tato vydání: P. Cornelii Taciti Libri qui supersunt (Historiae, Agricola, Dialogus de oratoribus), ed. E. Koestermann (Lipsko 1957); Cornelius Tacitus, De origine et situ Germanorum liber, ed. E. Koestermann (Lipsko 1962).
Z uvedených latinských originálů přeložili, poznámkami a seznamem vlastních jmen opatřili Antonín Minařík, Antonín Hartmann a Václav Bahník. Předmluvu napsal Jan Burian.
Knihu vydalo Nakladatelství Svoboda v roce 1976 jako 31. svazek edice Antická knihovna.